# Stiv Bators
Stiv Bators, pseudonimo di Steven John Bator (Youngstown, 22 ottobre 1949 – Parigi, 4 giugno 1990), è stato un cantante e chitarrista statunitense, meglio noto per essere stato il leader dei The Dead Boys e The Lords of the New Church.
Nel corso della sua carriera, Bators militò in diverse band, inclusi Rocket from the Tombs, Frankenstein, Dead Boys, The Wanderers, Lords of the New Church. Egli registrò anche un album solista per la Bomp! Records intitolato Disconnected.
Divenuto noto per essere il cantante dei Dead Boys, Bators contribuì allo sviluppo delle sonorità punk rock, come del look e dell'attitude. Bators è infatti una delle figure chiave del punk rock delle origini statunitense. I Dead Boys divennero tra le punk rock band più importanti degli anni settanta, e come molte altre punk band, anch'essi fecero strada nel leggendario locale CBGB's, di New York.
Il 3 giugno 1990 venne investito da un taxi a Parigi. Il giorno successivo morì per le ferite riportate nell'incidente. Leggenda vuole che le sue ceneri vennero poi sparse sopra la tomba di Jim Morrison al Père-Lachaise.

## Carriera

### Dead Boys
I Dead Boys nacquero dallo scioglimento dei Rocket from the Tombs. David Thomas e Peter Laughner formeranno i Pere Ubu, mentre Gene "Cheetah Chrome" O'Connor (chitarra) e Johnny "Blitz" Madansky (batteria) si assoceranno al chitarrista William "Jimmy Zero" Wilden, al bassista Jeff "Magnum" Halmagy e a Bators, per formare un gruppo chiamato "Frankenstein". Quando poi i membri del gruppo si trasferirono a New York nel luglio 1976, adottarono il nome di "Dead Boys" ("ragazzi morti") preso da una canzone dei Rocket from the Tombs chiamata Down In Flames.
Arrivati a New York su incoraggiamento di Joey Ramone, il cantante dei Ramones, i Dead Boys guadagnarono velocemente notorietà in virtù delle loro scatenate ed oltraggiose esibizioni dal vivo. Fecero epoca le prestazioni grezze e provocatorie e gli atteggiamenti fuori dal normale e fortemente autolesionisti di Stiv Bators (grande fan di Iggy Pop e del suo "stile selvaggio") in qualità di cantante, e gli assoli al fulmicotone del chitarrista Cheetah Chrome. Ormai padroni di una reputazione di deviati del rock, i quattro Dead Boys portarono all'estremo le direttive della prima ondata del punk statunitense: il rock rozzo, veloce, e frastornante dei Ramones, l'aria da pervertiti dei New York Dolls, la depressione esistenziale dei Television e il look "stracciato" alla Richard Hell. Il gruppo divenne così sinonimo di violenza allo stato puro, secondo quelli che stavano emergendo come i tratti salienti del punk di matrice britannica che arrivava da oltreoceano. 
Suonarono spesso nel leggendario Rock Club di New York, il CBGB, e nel 1977 uscì il loro primo album, Young, Loud and Snotty, prodotto da Genya Ravan. La canzone che apre il disco, Sonic Reducer, viene spesso indicata ancora oggi come uno dei classici del genere punk rock, considerata "uno dei più grandi inni punk mai scritti".

#### Scioglimento
Dopo la produzione di un secondo album di scarso successo, We Have Come for Your Children (1978), la Sire Records, etichetta produttrice dei Dead Boys, obbligò il gruppo a cambiare il proprio look ed il sound per addolcire un po' la loro proposta musicale e renderla più appetibile commercialmente per il pubblico americano che ancora non seguiva il punk come in Inghilterra già avveniva, e fu anche per questo motivo che la band si sciolse nel 1979. Svariate loro esibizioni del 1979 sono visibili nel film del 1980 intitolato D.O.A.: A Rite of Passage. Qualche mese dopo lo scioglimento del gruppo, la band fu costretta a riunirsi occasionalmente per incidere un album dal vivo e tener fede ai propri obblighi contrattuali. Per vendicarsi sulla Sire Records, Stiv Bators cantò intenzionalmente fuori dal microfono, e le registrazioni non poterono essere utilizzate. Quando il materiale finalmente emerse su etichetta Bomp! Records, Bators ri-registrò le tracce vocali in studio.

### Carriera solista
Terminata l'avventura dei Dead Boys, Stiv Bators registrò un album solista, Disconnected, dagli arrangiamenti molto più power pop, cercando di cambiare immagine. L'album, distribuito dalla Line Records, non riscosse particolare successo. Bators, successivamente formò i Lords of the New Church, un gruppo Goth Rock/Post-punk, con Brian James dei The Damned e Dave Tregunna degli Sham 69.

### Lords of the New Church
Bators formò i Lords of the New Church nel 1981. Il gruppo divenne famoso per le scatenate esibizioni dal vivo e debuttò con l'omonimo album nel 1982. Da sempre ammiratore di Iggy Pop, Bators aveva sviluppato una reputazione di vero e proprio "selvaggio" del rock durante gli anni passati nei Dead Boys e continuò le antiche abitudini anche con i The Lords, con esibizioni al limite dell'autolesionismo più estremo, la più celebre delle quali fu quella in cui si impiccò sul palco con la corda del microfono durante un concerto. Bators spinse il gioco troppo in là, perdendo conoscenza e rimanendo clinicamente morto per diversi minuti. Tuttavia, Bators sopravvisse e registrò altri due album di successo con i The Lords of the New Church, Is Nothing Sacred? (1983), e The Method to Our Madness (1984).
Successivamente, Stiv Bators iniziò ad apparire in film mainstream. Nel 1981, recitò nella pellicola satirica diretta da John Waters intitolata Polyester. Sette anni dopo, partecipò con un cameo alla commedia Tapeheads - Teste matte, che vedeva anche la partecipazione di John Cusack e Tim Robbins.
Nel dicembre 1985 Bators volò a New York con il suo migliore amico Michael Monroe per prendere parte al video musicale Artists United Against Apartheid.
I Lords of the New Church si sciolsero nel 1989, quando Bators si infortunò gravemente alla schiena durante un concerto e il chitarrista Brian James iniziò in segreto a cercare un altro cantante per la band al posto di Bators.
Bators cercò anche di mettere insieme una band con Dee Dee Ramone e Johnny Thunders che avrebbe dovuto chiamarsi "The Whores of Babylon" ("Le puttane di Babilonia") ma senza successo alcuno, poiché Dee Dee e Thunders litigarono aspramente prima ancora di incidere una sola nota.

## Morte
Nel giugno 1990, Bators venne investito da un taxi a Parigi. Fu portato all'ospedale ma, stufo di aspettare dopo diverse ore passate al pronto soccorso e sentendosi abbastanza bene, se ne andò a casa senza farsi visitare da un dottore. Morì nel sonno le sera stessa a causa delle lesioni interne riportate nell'incidente. Stiv Bators venne cremato e le sue ceneri sparse sulla tomba di Jim Morrison nel cimitero parigino di Père-Lachaise.
Nei contenuti extra del DVD del film Polyester (nel quale aveva recitato Bators) diretto da John Waters, a proposito della morte di Bators, Waters affermò che la sua ragazza Caroline gli aveva confessato di aver sniffato una parte delle ceneri di Bators per restargli sempre vicino.

## Discografia

### The Dead Boys
Album
- Young, Loud and Snotty - Sire Records 1977
- We Have Come for Your Children - Sire Records 1978
- Night of the Living Dead Boys - Bomp! Records 1981
- The Return of the Living Dead Boys - Revenge 1987 (Import/France)
- Liver Than You'll Ever Be - Various Labels 1988 (Import/Various)
- Younger, Louder and Snottier - Necrophilia 1989 / Bomp! 1997
- Twistin' on the Devil's Fork - Hell Yeah / Bacchus 1998
- All This and More - Bomp! 1998
- 3rd Generation Nation - Bad Boy Production 1999

Singoli 7"
- Sonic Reducer - Sire Records 1977
- Tell Me - Sire Records 1977
- Search and Destroy - Revenge 1977 (Import/France)
- Buried Gems - Cold Front 2000
- Paul Sherry goes Back - The Paul Sherry Sessions 2007

### The Lords of the New Church
Album
- The Lords of the New Church (1982)
- Is Nothing Sacred? (1983)
- The Method to Our Madness (1984)

Album live
- Scene of the Crime (1988)
- Live at the Spit (1988)
- Second Coming (1989)
- The Lord's Prayer II (2003)

Compilation
- Killer Lords (1985)
- The Lord's Prayer I (2002)

Singoli
- Live for Today 12" (1983)
- Psycho Sex 12" (?)
- Like a Virgin 12" (1985)
- Dance with Me 12" (1987)

### The Wanderers
Album
- Only Lovers Left Alive (Polydor Records; #POLS 1028); maggio 1981
- Only Lovers Left Alive (Captain Oi Records ristampa CD; #AHOY CD 141); 2000

Singoli
- Ready to Snap/Beyond the Law (Polydor Records; #POSP 239); marzo 1981
- The Times They Are A-Changin'/It's a Little Bit Frightening (Polydor Records; #POSP 284); luglio 1981

### Solista
Album
- 1980 - Disconnected
- 1983 - The Lord and the New Creatures
- 1988 - Live at the Limelight
- 1992 - I Wanna Be a Dead Boy...
- 1994 - L.A. L.A.
- 1994 - Sonic Reducer - Les Genies Du Rock
- 1996 - The Last Race
- 2004 - L.A. Confidential

Singoli
- It's Cold Outside/The Last Year (Bomp Records 7" BOMP 124); maggio 1979
- Circumstantial Evidence/Not That Way Anymore (Bomp Records 7"; #45-128); gennaio 1980
- Not That Way Anymore/Circumstantial Evidence (Phantom Records, Australia 7"; #PH-5); 22 luglio 1980
- Too Much To Dream (12"); 1980
- Story In Your Eyes/Have Love Will Travel (Bomp Records 12"; #45-12136); 1986
- Here's A Heart (12"), by Lyres with Stiv; 1988
- King of the Brats (7"); 1994